# Synagoge (Mosina)
Koordinaten: 52° 14′ 42″ N, 16° 50′ 58,9″ O

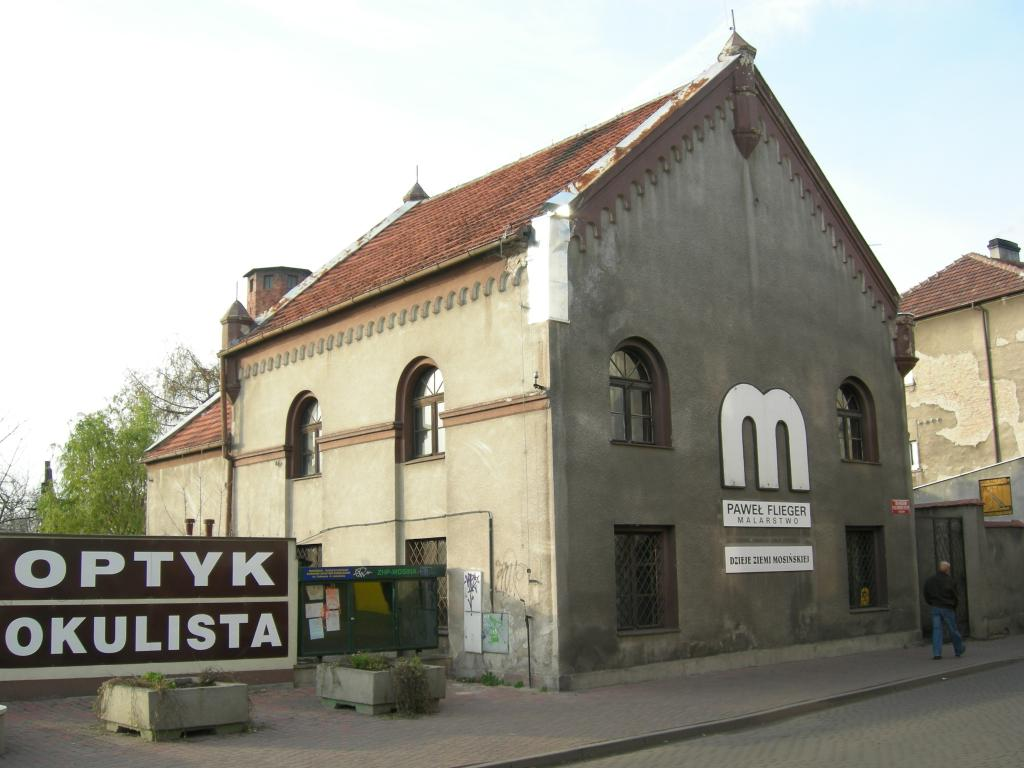
Synagoge in Mosina

Die Synagoge in Mosina, einer polnischen Stadt in der Woiwodschaft Großpolen, wurde im letzten Viertel des 19. Jahrhunderts errichtet. Die profanierte Synagoge wurde von den deutschen Besatzern im Zweiten Weltkrieg teilweise zerstört. Nach 1945 diente das Gebäude jahrzehntelang als Ladengeschäft und Wohnhaus. Nach der Renovierung in den letzten Jahren wurde ein Heimatmuseum in der ehemaligen Synagoge eingerichtet.